# Morte nell'abisso
(par. 350)
Morte nell'abisso (titolo originale Dead in the Deep) è un librogame dello scrittore inglese Joe Dever, realizzato con la collaborazione di suo figlio, Ben DeVere, e di Vincent Lazzari dopo la morte dell'autore. È stato pubblicato per la prima volta in Italia nel 2018 a cura di Vincent Books, marchio di Raven Distribution, prima ancora dell'edizione originale, scritta in inglese.
È il trentesimo dei volumi pubblicati della saga Lupo Solitario, il primo non del tutto scritto direttamente dall'ideatore e autore originario ma completato grazie alle indicazioni lasciate dal creatore della serie come eredità nelle sue ultime settimane di vita .
Per la decima volta il protagonista non è più il supremo maestro Kai (Ramas nella vecchia traduzione italiana) Lupo Solitario, ma uno dei suoi allievi del "Nuovo ordine": è il lettore che deve scegliere il nome del proprio personaggio, o attraverso una combinazione di due nomi (estratti a sorte da due elenchi) oppure ideato direttamente dal lettore.

## Trama
Non tutti i fratelli Kai del Grande Maestro hanno avuto successo nelle loro missioni. Uno di essi, Mano d'Acciaio, aveva l'incarico di indagare sull'attività degli accoliti di Vashna nelle vicinanze del Maakengorge ma non è tornato. Non avvertendo la sua dipartita, Lupo Solitario incarica immediatamente il protagonista di scoprire il destino del suo amico, di salvarlo e di completare la sua missione per impedire il ritorno del Signore delle Tenebre. Prima della partenza sarà onorato da un prezioso dono: la possibilità di scegliere una delle magiche corazze create da Lupo Solitario stesso. Ognuna di esse ha dei bonus speciali che si manifesteranno durante la missione e che gli saranno di grande aiuto per sopravvivere alle forze oscure che minacciano il Magnamund. Inizia l'avventura e il suo arrivo nel Lyris gli mostra subito uno spaccato drammaticamente oscuro delle forze malvagie che stanno avvolgendo il Magnamund; nella breve escursione a Varetta ed Helin avrà modo di osservare la crisi che sta vivendo il paese, stretto tra l'invasione del Magador a nord e la presenza diffusa e manifesta dei cultisti di Vashna e dei Cener di Ruel. Per fortuna, nonostante la disperazione crescente, ci sono ancora dei fari di speranza: i saggi di Varetta guidati dal suo vecchio amico Gwynian lo indirizzeranno e lo aiuteranno a raggiungere il luogo dove le forze del male si stanno radunando e dove è tenuto prigioniero Mano d'Acciaio: le rovine di Emolyria sul margine dell'abisso del Maakengorge. Avvicinandosi alla base nemica - a parte qualche deviazione, ci sono due metodi per arrivarci - la presenza del male si farà sempre più palese e minacciosa, al punto da richiamare alla memoria i paesaggi del vecchio e defunto Regno delle Tenebre; le rovine stesse sono circondate da orde di Agarashi e Kraan e fortificate da strutture tipicamente Drakkar. Il libro gli fornisce diversi approcci per accedere alla città di Emolyria, ognuno dei quali gli permetterà di visitare un quartiere occupato da una delle forze del male qui radunate: creature delle tenebre, Drakkar, cultisti di Vashna e druidi Cener. Qualsiasi sia il percorso scelto, alla fine riuscirà a trovare l'entrata per la cittadella nascosta, l'enorme fortezza sotterranea in cui le forze del male si preparano per la conquista del Magnamund. Il viaggio sotterraneo lo farà passare attraverso zone militari, forge di Kagonite, e persino le pozze di generazione dove i Nadziranim creano i Giak, Kraan e altre creature mostruose; la presenza del male qui è costante e impregna ogni momento di questa fase dell'avventura grazie a una ottima caratterizzazione degli ambienti e alla sensazione costante di minaccia e pericolo, paragonabile a quella vissuta nelle scorribande passate a Kaag e Helgedad. In particolare il viaggio attraverso la Prigione del Caos, luogo in cui è rinchiuso il Grande Maestro Kai, è disorientante e misterioso. Dai suoi incontri, uno in particolare, il Grande Maestro Kai verrà a conoscenza di molti retroscena sugli eventi passati e sulle macchinazioni degli Anziani - che scoprirà essere più articolate di quanto sospettava inizialmente; una volta sventato il piano del nemico, si lancerà con il suo confratello Kai in una disperata e movimentata fuga piena di ostacoli. In uno scontro finale con gli Anziani riuscirà infine a salvare se stesso e Mano d'Acciaio; purtroppo, proprio nel momento della vittoria, scoprirà che le sue azioni sono state la causa del sorgere di un misterioso campione del male che porterà ad uno squilibrio di potere come non si era mai visto nella storia recente del Magnamund.

## Sistema di gioco
Il Grande Maestro può contare su doti tattiche (Combattività) e fisiche (Resistenza). Inoltre, dopo aver completato l'apprendimento di tutte le discipline basilari Kai e Magnakai, può ora sfruttare la conoscenza di 14 tra le 16 nuove Discipline superiori Kai che forniscono un importante aiuto a seconda delle situazioni: Guerra Superiore, Controllo Animale Superiore, Liberazione (Medicina Avanzata), Assimilazione (Sparizione Avanzata), Fiuto Superiore, Interpretazione Superiore, Raggio Kai, Scudo Kai, Difesa Superiore, Telegnosi (Divinazione Avanzata), Magi-Magic (Magia del Regno Antico), Alchimia Kai (Magia della Confraternita), Astrologia, Maestria delle Erbe, Elementalismo e Maestria Bardica.
Gli oggetti raccolti sono contenuti in uno zaino, a eccezione degli oggetti "speciali". Il denaro, in Corone d'oro, è contenuto in una borsa.
I combattimenti si svolgono confrontando in primis i punteggi di Combattività del Grande Maestro e dell'avversario, che generano un rapporto di forza positivo, negativo o neutro. Il lettore estrae un numero dalla "Tabella del Destino" (che equivale a un d10) e nella tabella Risultati di combattimento incrocia quella riga alla colonna del corrispondente rapporto di forza di quel combattimento, togliendo punti di Resistenza a se stesso e/o all'avversario.

## Edizione
- Joe Dever, Ben DeVere, Vincent Lazzari, Morte nell'abisso, traduzione di Paolo Maggi, Vincent Books, 2018